# 教育新聞
教育新聞（きょういくしんぶん、英語:THE EDUCATION NEWS）は、日本の教育専門の新聞。教育専門の報道チームが、毎月200本以上のオリジナル記事を提供。「教育を変えるファクトがある」をタグラインに掲げる。

## 概要
教育新聞社が発行元。電子版（WEBサイト、アプリ）は毎日更新。宅配版は毎週月曜日と木曜日付で週2回発行。ブランケット判6～10ページ。
読者層は幼・保、小・中・高校の学校及び教師のほか、文部科学省・教育委員会など教育行政関係者、大学や各種研究所など教育研究機関、教科書・教材会社、PTA・地域住民、国会・地方議員など、日本全国の教育関係者。

## 沿革
- 1946年（昭和21年）

5月 - 大山恵佐が日本教育新聞社を創立、社長就任。「我が国が敗戦の混乱から立ち直るのは教育の再建が最重要課題であり、その先駆たらん」として日本教育新聞を創刊。
- 1947年（昭和22年）

2月 - GHQの指導で日本専門新聞協会設立。大山恵佐（日本教育新聞社長）が初代会長に就任。
- 1966年（昭和41年）

4月 - 文部省の補助金事業として全国へき地教育研究連盟から「全国へき地教育新聞」発行を委託される。
- 1970年（昭和45年）

6月 - 日本教育新聞社労働組合員がストライキ。非組合員で編集発行を継続。
- 1971年（昭和46年）

1月 - 日本教育新聞社が全社員に退職金を支払い、解散。営業譲渡された新会社「教育新聞社」にて非組合員（元社員）が日本教育新聞の編集発行を継続。
- 1973年（昭和48年）

6月 - 都労委命令で元組合員の一部が教育新聞社（旧･日本教育新聞社）に復職。これを敬遠して非組合員（元社員）が再び退職。元組合員は新聞発行業務を行わず、日本教育新聞休刊。月刊誌「全貌」8月号が「左翼の暴力に乗っ取られた日本教育新聞の教訓」と題し報道。
- 1974年（昭和49年）

11月 - 元組合員の一部が要求した1億円や休刊による損失等の弁済のため「日本教育新聞」の営業権のみを日本経営新聞社に売却。日本経営新聞社経営陣が新たに別法人として現在の「日本教育新聞社（新･日本教育新聞社）」を登記。新たな陣容で「日本教育新聞」名を冠した新聞の発行を開始する。
- 1975年（昭和50年）

1月 - 旧･日本教育新聞社の社員は、題号を「教育新聞」として新聞を復刊。社名を新教育新聞社とし、初代社長に増子直一（旧･日本教育新聞社編集局長）が就任。
- 1976年（昭和51年）

1月 - 第2代社長に米林栄司（旧･日本教育新聞社業務局長）が就任。社名を現在の教育新聞社として法人登記。
- 1979年（昭和54年）

11月 - 第3代社長に深水雄三郎（旧･日本教育新聞社創業者 大山恵佐の義弟）が就任。
- 1999年（平成11年）

2月 - 第4代社長に白滝一紀が就任。
- 2005年（平成17年）

12月 - 第5代社長に望月義昭が就任。
- 2009年（平成21年）

12月 - 第6代社長に大山髙明（旧･日本教育新聞社創業者 大山恵佐の長子）が就任。
- 2014年（平成26年）

12月 - 第7代社長に齊藤英行が就任。